# Dog of Death
"Dog of Death" är avsnitt 19 från säsong tre av Simpsons och sändes på Fox i USA den 12 mars 1992. I avsnittet blir Santa's Little Helper sjuk och familjen Simpson måste göra budgetnedskärningar för att betala veterinärkostnaden. Familjen blir efter det arga på hunden för han tvingat dem att spara och hunden rymmer. Familjen saknar hunden som blivit en ny hundvakt till Mr. Burns. Bart börjar leta efter hunden och hittar den hos Burns och de två blir vänner igen. Avsnittet skrevs av John Swartzwelder och regisserades av Jim Reardon. Författarna ville ha ett nytt avsnitt med hunden vilket resulterade i "Dog of Death". Avsnittet innehåller många referenser till populärkultur som Den otroliga vandringen, A Clockwork Orange och The Lottery. Avsnittet fick en Nielsen rating på 14.2 och var det mest sedda på Fox under veckan det sändes. Frank Welker gjorde rösterna till Santa's Little Helper.

## Handling
Springfield drabbas av lotterifeber då jackpotten är på 130 miljoner dollar. Homer är en av dem som köpt flera lotter, under dragningen upptäcker familjen att deras hund Santa's Little Helper har blivit sjuk. Familjen vinner inget på lotterna och jackpotten går till Kent Brockman. Familjen tar hunden till veterinären och får då reda på att hunden har fått tarmvred och det kostar 750 dollar att fixa det. Familjen har inte råd att betala för operationen, men efter att Bart och Lisa får reda på det övertalar de sina föräldrar att de kan börja spara så de har råd med operationen. 
Homer minskar sitt ölinnehav, Marge köper mat av lägre kvalitet och slutar spela på lotteriet med sina vänner, Bart klipper sig på frisörskolan, Lisa får inte längre fler volymer till sitt uppslagsverk och Maggies kläder får hålla längre. Familjen är glad över att deras hund tillfrisknar efter operationen men upptäcker snart att det inte är lätt att spara pengar, så de börjar skälla ut hunden för han gjort deras liv sämre. Hunden rymmer då och hamnar hos Mr. Burns som försöker utbilda honom till en vakthund och lyckas. Familjen saknar hunden och börjar leta efter den men lyckas inte, Bart börjar knacka dörr hos invånarna i Springfield om de vet var hunden är, och han hittar honom snart hos Burns. Santa's Little Helper tänker först attackera Bart, men känner igen honom och skyddar honom från de andra vakthundarna. De går hem och hela familjen kramar hunden.

## Produktion
"Dog of Death" skrevs av John Swartzwelder och regisserades av Jim Reardon. Producenterna ville ha ett nytt avsnitt med hunden efter premiäravsnittet, "Simpsons Roasting on an Open Fire". Reardon har sagt att en av de svåraste sakerna i avsnittet var att göra att hunden inte hade några mänskliga uttryck, så de fick göra så att djuren betedde sig precis som de gör i verkliga livet. Handlingen baserades på en upplevelse Swartzwelder hade med sin egen hund, dock fick inte hans egen hund opereras då det var dyrt och hunden var gammal. Hos  The Gold Coast Bulletin har Ryan Ellem kommenterade att familjen Simpson får ett dilemma med kostnaden för veterinären vilket även kan hända många familjer som har en tajt budget. Frank Welker gjorde rösterna till Santa's Little Helper.

## Kulturella referenser
"Dog of Death" innehåller ett antal referenser till populärkulturen och kända hundar. Då hunden rymmer är handlingen en referens till Den otroliga vandringen. Scenen där Mr. Burns hjärntvättar hunden med ludovico-tekniken är en referens till  A Clockwork Orange. I scenen spelas Beethovens nionde symfoni. I scenen håller även Lyndon Johnson lyfter upp sin hund i öronen vilket han också gjorde i verkligheten. Då hunden räddar ett barn från en brinnande byggnad är en referens till en händelse av Lassie, Homer hävdar att Santa's Little Helper kommer hamna i hundhimlen som Lassies, Checkers och Blondi. Läkaren som utför operationen på hunden är baserad på huvudpersonen i Ben Casey. 
I början visas en parodi på lotterireklamer då de säger att alla kan vinna men en liten skylt visar att oddsen är en på 380 miljoner. Under lotterifebern lånades alla exemplar av The Lottery på det lokala biblioteket. En av dem är Homer, som kastar boken i öppna spisen efter Kent avslöjar att boken inte innehåller några tips om hur man vinner på lotteri utan är en thriller. I boken Shirley Jackson: Essays on the Literary Legacy har Bernice Murphy kommenterat händelsen.
Avsnittet innehåller flera referenser till tidigare avsnitt som att "Michael Jackson Expressway", "Assassin löparskor" och flygbladet. Andra böcker i den öppna spisen när Fahrenheit 451 och Fatherhood. Musiken från Peter and the Wolf spelas då hunden är på rymmen. I avsnittet berättar Kent Brockman butler att hans lama bet Ted Kennedy, och så visas att Mr. Burns sover i en järnlunga som en del av sin behandling att förlänga livet. Avsnittet är det första då en annan familjemedlem utom Homer säger "D'oh!, i detta fall är det Lisa. Då hunden är på rymmen besöker den Swartzwelder County som är en referens till författaren John Swartzwelder. I avsnittet ligger Mr. Burns herrgård på Mammon street som en referens till en biblisk demon som symboliserar girighet.

## Mottagande
"Dog of Death" sändes på Fox i USA 12 mars 1992. Avsnittet hamnade på plats 19 över mest sedda program under veckan och var det mest sedda under sändningstillfället. Avsnittet fick en Nielsen ratings på 14,2 vilket ger 13,1 miljoner hushåll och var också det mest sedda på Fox under veckan det sändes. Tom Adair från The Scotsman anser att avsnittet är en klassisker i serien, och Mark Zlotnick från DVDFanatic kallade avsnittet en av sina personliga favoriter från säsong tre. Avsnittets referenser till A Clockwork Orange har kallats den tionde bästa filmreferensen i seriens historia enligt Nathan Ditum från  Total Film. Nate Meyers på Digital Obsessed gav avsnittet betyg tre av fem och kommenterar att människor som gillar hundar kommer gilla avsnittet, delvis på grund av Mr. Burns kamphundsutbildningsprogram som Meyers kallar en briljant referens till "A Clockwork Orange". Han tillade att avsnittet är osannolikt gjort för att tillfredsställa hängivna fans, och relationen mellan familj och Santa's Little Helper kommer inte bli en nyhet för vanliga tittarna, det finns dock tillräckligt många skratt särskilt i djursjukhuset för att hålla publiken underhållen i avsnittet. Hos DVD Movie Guide har Colin Jacobson berömt parodin på A Clockwork Orange och beskriver det som kanske den roligaste Clockwork Orange-parodin han någonsin sett. Jacobson har sagt att avsnittet som helhet erbjuder ett fantastiskt program, från lotterifebern till katastroferna som drabbar familjen då hunden blir sjuk.
I boken "I Can't Believe It's a Bigger and Better Updated Unofficial Simpsons Guide" har Warren Martyn och Adrian Wood berömt flera scener, inklusive Homers dröm om att vinna på lotteri samt Mr. Burns hjärntvätt av Santa's Little Helper. De gillar även att avsnittet slutar med att tittarna får reda på att inga hundar skadades i inspelningen av avsnittet, men att en katt blev sjuk, och någon sköt en anka. Hos Bill Gibron på DVD Verdict har sagt att avsnittet innehåller några av de bästa replikerna från Homer i seriens historia. Mikey Cahill på Herald Sun anser att skolans svarta tavlan-skämt är den tredje bästa i seriens historia. Under 2001 konstaterade Nathan Rabin från The A.V. Club att kanske för att han är en jävla hund kommer Santa's Little Helper aldrig utvecklas så mycket som de andra rollerna, så avsnittet är en orgie av sentimentalitet då han återförenas med familjen och det känns lite billigt.